# Lissosabinea armata
Lissosabinea armata is een garnalensoort uit de familie van de Crangonidae. De wetenschappelijke naam van de soort is voor het eerst geldig gepubliceerd in 2006 door Komai.